# Ocydromia unifasciata
Ocydromia unifasciata är en tvåvingeart som först beskrevs av Enrico Adelelmo Brunetti 1913.  Ocydromia unifasciata ingår i släktet Ocydromia och familjen puckeldansflugor. Inga underarter finns listade i Catalogue of Life.